# درمان تقویت انگیزشی
درمان تقویت انگیزشی (به انگلیسی Motivational Enhancement Therapy) یا MET که گاهی درمان بالابرد یا تقویت انگیزه هم خوانده می‌شود. یکی از رواندرمانی‌های نسل سوم از خانوادهٔ درمان‌های انسانگرای راجرزی است. MET یک رواندرمانی کوتاه مدت است و نسخهٔ فردی آن در ۴ جلسه اجرا می‌شود. این رواندرمانی ساختار مند است و در آن از تکنیکهای مصاحبهٔ انگیزشی استفاده می‌شود. استفادهٔ هم‌زمان آن و رفتار درمانی شناختی از پرکابردترین رژیم‌های درمانی اعتیاد است.

## پیش زمینه
توسعهٔ MET در اواخر دههٔ ۸۰ و اوایل درههٔ ۹۰ میلادی، توسط دکتر ویلیام میلر روان‌شناس متخصص انگیزه در آمریکا و همکاران او انجام شد. این درمان سرانجام با یک کارآزمایی بالینی تصادفی که توسط دولت فدرال آمریکا هزینه‌های مادی آن تأمین شده بود به نام پروژهٔ MATCH اثربخشی خود را در مقیاس بزرگ اثبات کرد. رویکرد  تقویت انگیزشی بر اساس اصول رفتارگرایی و نیز اصول وابستگی به الکل و مطالعات روان‌شناسی ارزش‌ها در انسان است.

## کاربردها
کاربست MET در موارد زیر اثبات شده است:
- اختلال قمار
- اختلال مصرف کانابیس[۶]
- اختلال مصرف مواد
- اختلال می‌گساری[۷]
- مصرف سیگار
- اختلال‌های خوردن[۸]